# 코웨이 (가수)
코웨이(1991년 5월 6일 ~ )는 대한민국의 가수다. 2015년 EP [Halftime Mixtape]로 데뷔했다. 이전 예명은 'Freelow'였다.

## 방송
- 랩:퍼블릭 (2024)